# Interfono
L'interfono è un dispositivo di trasmissione e ricezione della voce utilizzato in situazioni o luoghi dove il semplice o combinato impedimento della compartimentazione, del rumore ambientale o dell'eccessiva distanza, non consentono la naturale comunicazione vocale. 

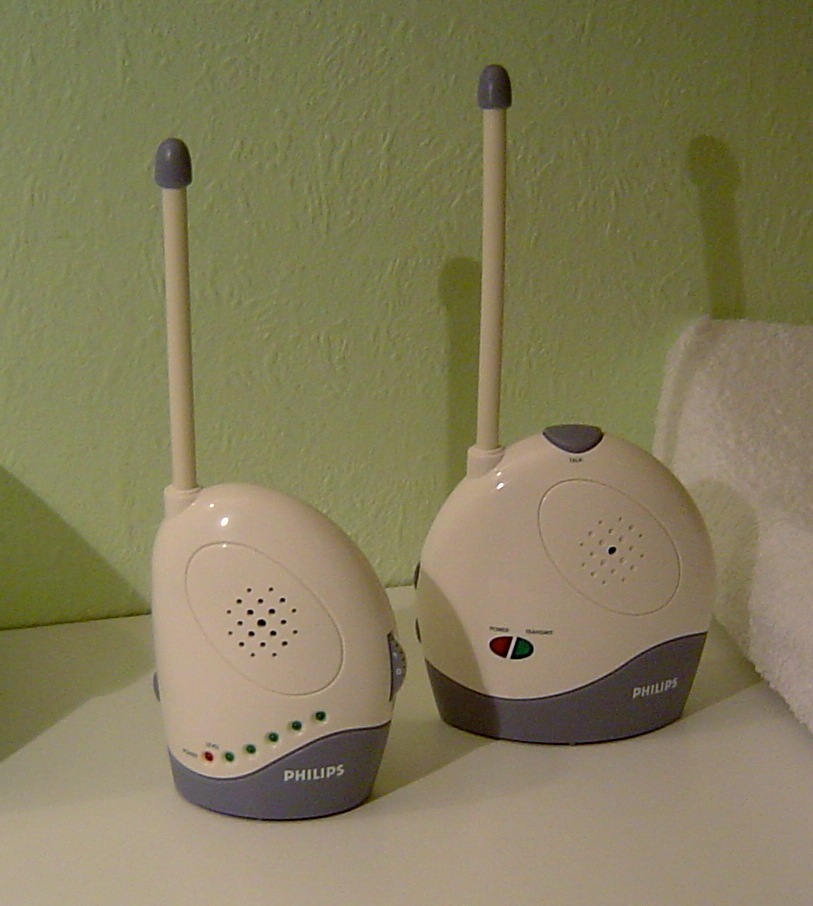
Un interfono per neonati

Normalmente impiegato per le comunicazioni tra persone locate in differenti reparti o ambienti confinati di un edificio aziendale, trova applicazione anche su navi, aerei, treni e autobus.

## Descrizione
Nel settore del trasporto privato, l'interfono era anticamente installato in lussuose automobili del tipo "coupé de ville" per mettere in comunicazione i passeggeri con lo chauffeur e, più recentemente, viene inserito nei caschi del passeggero e del conducente motociclisti, allo scopo di tenerli in continuo contatto durante la marcia. Tale applicazione è stata mutuata anche per uso sportivo, soprattutto per consentire al navigatore di trasmettere tempestivamente al pilota i dati del radar. L'interfono è spesso utilizzato nelle abitazioni con il fine di controllare a distanza eventuali segnali di attenzione prodotti da un neonato o da un infermo, situato in altra stanza.

## Installazione
Come ben si può immaginare, l'installazione di un interfono è funzione dell'utilizzo del dispositivo. Come si accennava precedentemente, l'installazione di un interfono per moto richiede la connessione del dispositivo agli auricolari presenti all'interno del casco. Questa procedura può risultare ostica nel caso di caschi non predisposti. Gli interfoni sportivi solitamente presentano procedure analoghe a quelli ideati per il mototurismo.
Per quanto riguarda l'utilizzo domestico, solitamente i dispositivi vengono forniti tramite un set paragonabile a quello di una comune ricetrasmittente, incorporante sia il microfono per la trasmissione che l'altoparlante per la ricezione.